# TextMate
TextMate é um editor de texto com GUI para Mac OS X, criado por Allan Odgaard. Ele é facilmente personalizável. Muitos de seus usuários publicam as personalizações que fazem. Assim como o vi ou o Emacs, a maioria de seus usuários são programadores. Ele também pode ser usado para “escrita de tela”, ou seja, para fazer gravações de vídeo do processo de escrita.
Os recursos notáveis incluem Gravação de macro, um editor de pastas e um sistema de pacotes extensível.

## Prêmios
O Textmate 1.5 ganhou o prêmio Apple Design Award de melhor ferramenta para desenvolvedores em 2006.